# Piketberg
 Piketberg , antes "Piquetberg", es una localidad sudafricana ubicada en la provincia Occidental del Cabo fundada en 1840. La localidad se enmarca cerca de la base de las montañas Piketberg. Esta área es buena para el cultivo del trigo y otras frutas y verduras con el rooibos, y estaba habitada por los hotentotes y los bosquimanos antes de la llegada de los europeos.
Piketberg posee una Iglesia reformada neerlandesa neogótica del arquitecto Carl Otto Hager.